# Paramilionia
Paramilionia là một chi bướm đêm thuộc họ Geometridae.